# Сонино (Ярославская область)
Сонино – деревня в Покровской сельской администрации Покровского сельского поселения Рыбинского района Ярославской области .
Деревня расположена на левом берегу реки Коровки, протекающей с юга на север. Дома расположены по обе стороны  одной улицы, ориентированной параллельно реке.  Эта улица является частью идущей параллельно реке, по её левому берегу грунтовой дороги, которая начинаясь в Сонино, идет на север через деревни Окулово, Большое, Малое Кстово и Новая, заканчивается в селе – Покров. Магистральная дорога с твердым покрытием Р104 на участке Рыбинск-Углич проходит примерно в 2 км от деревни, с другой стороны реки. Сонино связано с магистральной дорогой локальной дорогой, которая ведёт к расположенной на магистральной дороге деревне Воробьёвке, там же ближайшая автобусная остановка, рейсовые автобусы на Углич и Мышкин. Численность постоянного населения на 2007 год – 3 человека .
На плане Генерального межевания Рыбинского уезда 1792 года деревня Сонина указана на правом берегу Коровки, а на левом берегу, на месте, где сейчас стоит Сонино обозначена деревня Захарова.
Централизованное водоснабжение отсутствует, используются колодцы и родники у реки. Ближайший магазин в деревне Воробьевка. Администрация сельского поселения, школа и центр врача общей практики - в поселке Искра Октября. Отделение  почты, церковный приход и кладбище в селе Покров.